# Parodia ocampoi
Parodia ocampoi ist eine Pflanzenart aus der Gattung Parodia in der Familie der Kakteengewächse (Cactaceae). Das Artepitheton ocampoi ehrt Enrique Ocampo, einen Studenten von Martín Cárdenas.

## Beschreibung
Parodia ocampoi wächst stark sprossend und bildet dabei bis zu 40 Zentimeter breite Polster aus. Die dunkelgrünen Triebe sind kurzzylindrisch geformt. Sie werden 3 bis 7 Zentimeter und 4 bis 6 Zentimeter im Durchmesser groß. Sie haben 17 scharfkantige Rippen. Die Areolen sind grau. Die Dornen sind rötlich bis hellbraun, im Alter oft auch grau gefärbt. Ein Mitteldorn ist nur 4 bis 5 Millimeter lang. Die ausstrahlenden 8 bis 9 Randdornen sind 4 bis 10 Millimeter lang.
Die Blüten erscheinen in Scheitelnähe. Sie sind goldgelb und bis zu 3 Zentimeter lang. Das Perikarpell ist mit weißlicher Wolle und mit braunen Haaren besetzt. Die Narbe ist hellgelb. Die kugeligen Früchte sind weißlich bis rosa gefärbt und zirka 4 Millimeter groß. Sie enthalten schwarzbraune bis rotschwarze, gehöckerte Samen.

## Verbreitung, Systematik und Gefährdung
Parodia ocampoi ist in Bolivien in den Departamentos Cochabamba, Chuquisaca und Santa Cruz in Höhenlagen zwischen 1300 und 2300 Metern verbreitet.
Die Erstbeschreibung erfolgte 1955 durch Martín Cárdenas. Ein nomenklatorisches Synonym ist Bolivicactus ocampoi (Cárdenas) Doweld (2000).
In der Roten Liste gefährdeter Arten der IUCN wird die Art als „Least Concern (LC)“, d. h. als nicht gefährdet geführt.

## Nachweise